# 更多为了马略卡

更多为了马略卡标志

更多为了马略卡（缩写为MÉS）是西班牙马略卡岛一个的政党联盟（拥有注册政党地位）。2010年10月24日，马略卡社会党（PSM）、左翼倡议和马略卡绿党组建“PSM—倡议—绿党”联盟。同年11月，左翼倡议和马略卡绿党合并为倡议绿党。2011年，争取马略卡协议加入该联盟，于是该联盟改名为“PSM—倡议绿党—协议”。2013年，该联盟改用现名；同年7月12日，注册为政党。该联盟现由马略卡社会党、倡议绿党、争取马略卡协议以及岛上的其他小型地方党派组成。目前，该联盟是西班牙全国性选举联盟“汇总”的成员。